# Possidónio Mateus Laranjo Coelho

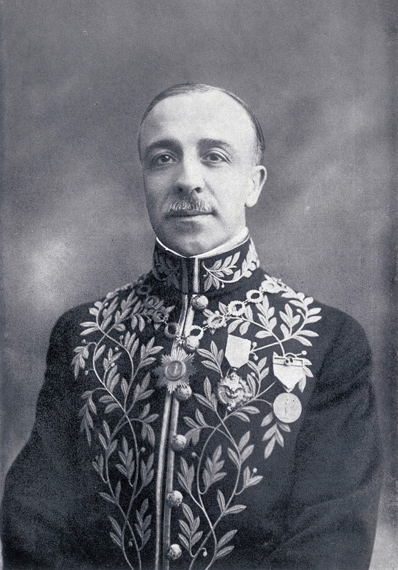
Possidónio Mateus Laranjo Coelho

Possidónio Mateus Laranjo Coelho (Castelo de Vide, 16 de novembro de 1877 – Lisboa, 4 de março de 1969) foi um jurista e professor liceal, publicista e conservador do Arquivo Nacional da Torre do Tombo, que se notabilizou como paleógrafo e diplomatista.

## Biografia
Para além de ter exercido diversos cargos de nomeação política, entre os quais o de governador civil do Distrito de Portalegre, foi presidente da Academia Portuguesa da História e membro de diversas academias e sociedades científicas. Encontra-se colaboração da sua autoria na Revista de Arqueologia (1932-1938) e nos Anais das bibliotecas, arquivo e museus municipais. (1931-1936).